# Marijn Backer
Jhr. Marinus Franciscus Johannes (Marijn) Backer (Leiden, 6 september 1956) is een Nederlandse classicus, columnist, leraar, dichter en kinderboekenschrijver.

## Familie
Backer is een telg uit de Amsterdamse regentenfamilie Backer. Hij is een zoon van arts jhr. Hendrik Backer (1924-2019) en diens eerste echtgenote huidarts Hendrika Maria Cool (1925). Hij trouwde in 1981 met Maria Everdina van Dreven met wie hij twee dochters kreeg. Hij is een volle neef van voormalig Eerste Kamer-lid jhr. mr. Joris Backer.

## Leven en werk
Hij schreef tussen 2006 en 2011 enkele columns voor NRC Handelsblad over onderwijs. Hij is docent Latijn en Grieks en was voorheen teamleider van team 6 (3 vwo en 4 vwo) aan de Werkplaats Kindergemeenschap voor voortgezet onderwijs te Bilthoven. Ook was hij teamleider van team 7 (5 vwo en 6 vwo). Ook is Backer hoofdauteur van de lesmethode Fortuna.
Op het gebied van kinderliteratuur maakte Marijn Backer in 1992 zijn debuut met Lieve engerd de groetjes. Daarnaast zijn van zijn hand verschillende dichtbundels verschenen.

#### Volwassenenliteratuur
- 1991 - Het oog van de veeboer (gedichten)
- 1996 - Opdracht (gedichten)
- 2000 - Een takje tussen je tanden (gedichten)
- 2000 - Aan de koolstofconditioner (gedichten)
- 2002 - Claus en Manuel. Een portret

#### Jeugdliteratuur
- 1992 - Lieve engerd, de groetjes. Brievenboek voor kinderen (met Inez van Eijk en Mieke de Haan) [in 2003 verschenen onder de titel Schrijf me]
- 1994 - Thuis niet thuis
- 1996 - Ik hou waar ik van hou
- 1998 - Dossier Wauter Both
- 2006 - Kijk niet om
- 2008 - Ik ben van niemand
- 2009 - Het geheim van de verdwenen dieren
- 2011 - Het jaar van de leugen
- 2012 - Watermeisje
- 2016 - Toen de vogels kwamen

## Prijzen
- Kijk niet om - eervolle vermelding Gouden Zoen in 2007
- Lieve engerd de groetjes - Zilveren Griffel in 1993
- Thuis niet thuis - Longlist Gouden Uil